# 內梅什利亞河
內梅什利亞河（羅馬化：Nemyshlia）是烏克蘭東部的河流，屬於哈爾科夫河的左支流，由東向西，流經哈爾科夫州，河道全長27公里，流域面積72.2平方公里，河畔城鎮有斯洛比茨凱、普雷萊斯內、布拉日尼基和庫利尼奇。